# また!?オ・ヘヨン 〜僕が愛した未来〜
『また!?オ・ヘヨン 〜僕が愛した未来〜』（韓国語：또! 오해영）は2016年5月2日から2016年6月28日までtvNで放送されていた大韓民国のテレビドラマである。

## あらすじ
優れた能力を持った同姓同名のオ・ヘヨン(チョン・ヘビン) のせいで人生が狂ってしまった女性オ・ヘヨン(ソ・ヒョンジン) と、未来が見える能力のある男性パク・ドギョン(エリック) の間で繰り広げられる同名誤解ロマンス。

## 出演

### 主要人物
パク・ドギョン：エリック（神話）
映画音響監督。予知能力の持ち主。
オ・ヘヨン（土）：ソ・ヒョンジン
外食事業本部商品企画チーム代理。
オ・ヘヨン（金）：チョン・ヘビン
ドギョンの元婚約者。外食事業本部TFチーム長。

## 視聴率
| Ep         | 放送日     | サブタイトル                                 | 視聴率        | 視聴率     | 視聴率 | 参考                 |
| Ep         | 放送日     | サブタイトル                                 | AGBニールセン | ニールセン | TNmS   | 参考                 |
| ---------- | ---------- | -------------------------------------------- | ------------- | ---------- | ------ | -------------------- |
| 第1回      | 5月2日     | 泣いてもいいですか                           | 2.059％       | 2.2％      | 1.8％  | [ 4 ] [ 5 ]          |
| 第2回      | 5月3日     | 未必故意による縁                             | 2.981％       | 3.0％      | 2.6％  | [ 6 ] [ 7 ]          |
| 第3回      | 5月9日     | 住んでいると思う時は、愛することに           | 2.996％       | 3.3％      | 3.9％  | [ 8 ]                |
| 第4回      | 5月10日    | 鼻歌を買って家に行こう                       | 4.253％       | 4.2％      | 4.7％  | [ 9 ]                |
| 第5回      | 5月16日    | 異常痛い                                     | 5.031％       | 5.0％      | 4.9％  | [ 10 ]               |
| 第6回      | 5月17日    | 愛半分、側半                                 | 6.068％       | 6.2％      | 5.4％  | [ 11 ]               |
| 第7回      | 5月23日    | 世の中の女性は私一だったらなあ               | 6.604％       | 7.0％      | 6.7％  | [ 12 ]               |
| 第8回      | 5月24日    | そのため、泣いてないあなたのために泣いている | 7.798％       | 8.3％      | 6.7％  | [ 13 ]               |
| 第9回      | 5月30日    | その心に風が吹いた                           | 7.990％       | 8.3％      | 7.1％  | [ 14 ]               |
| 第10話     | 5月31日    | 君に行く道                                   | 8.425％       | 8.7％      | 7.2％  | [ 15 ]               |
| 第11回     | 6月6日     | 痛く痛く...                                  | 9.022％       | 9.4％      | 7.9％  | [ 16 ]               |
| 第12回     | 6月7日     | 私を残し是非不幸たい                         | 9.353％       | 9.9％      | 7.8％  | [ 17 ]               |
| 第13回     | 6月13日    | 察した心                                     | 8.507％       | 8.9％      | 6.9％  | [ 18 ]               |
| 第14回     | 6月14日    | 愛ではなく、すべての音は沈黙せよ             | 8.836％       | 9.4％      | 8.1％  | [ 19 ]               |
| 第15回     | 6月20日    | よりドド愛なかった過去の                     | 7.929％       | 8.5％      | 7.4％  | [ 20 ]               |
| 第16回     | 6月21日    | 君のために生きてられる                       | 8.027％       | 8.4％      | 7.7％  | [ 21 ]               |
| 第17回     | 6月27日    | 今日死んでもいいほど                         | 8.028％       | 8.4％      | 7.0％  | [ 22 ]               |
| 第18回     | 6月28日    | 生きてください生きていてありがたい君         | 9.991％       | 10.6％     | 8.1％  | [ 23 ] [ 24 ] [ 25 ] |
| 平均視聴率 | 平均視聴率 | 平均視聴率                                   | 6.883％       | 7.206％    | 6.22％ |                      |

## 賞とノミネート
| 年   | 賞                         | カテゴリー                   | 受信者                              | 結果       | 参考   |
| ---- | -------------------------- | ---------------------------- | ----------------------------------- | ---------- | ------ |
| 2016 | 第5回 APANスターアワード   | 優秀俳優賞                   | エリック                            | ノミネート |        |
| 2016 | 第5回 APANスターアワード   | 優秀女優賞                   | ソ・ヒョンジン                      | 受賞       |        |
| 2016 | 第5回 APANスターアワード   | 助演女優賞                   | チョン・ヘビン                      | ノミネート |        |
| 2016 | 第5回 APANスターアワード   | 助演女優賞                   | イェ・ジウォン                      | 受賞       |        |
| 2016 | 第5回 APANスターアワード   | ベストカップル賞             | エリック＆ソ・ヒョンジン            | ノミネート |        |
| 2016 | 第9回 コリアドラマアワード | 最優秀女優賞                 | ソ・ヒョンジン                      | ノミネート |        |
| 2016 | tvN10アワード              | 最優秀俳優賞                 | エリック                            | ノミネート |        |
| 2016 | tvN10アワード              | 最優秀女優賞                 | ソ・ヒョンジン                      | ノミネート |        |
| 2016 | tvN10アワード              | 最優秀ドラマ賞               | また!?オ・ヘヨン 〜僕が愛した未来〜 | 受賞       | [ 26 ] |
| 2016 | tvN10アワード              | ロマンチックコメディ俳優賞   | エリック                            | 受賞       |        |
| 2016 | tvN10アワード              | ロマンチックコメディ女優賞   | ソ・ヒョンジン                      | 受賞       |        |
| 2016 | tvN10アワード              | Made in tvN女優賞            | ソ・ヒョンジン                      | 受賞       |        |
| 2016 | tvN10アワード              | 二つ星賞                     | キム・ジソク                        | ノミネート |        |
| 2016 | tvN10アワード              | 俳優部門シーンスティーラー賞 | キム・ジソク                        | ノミネート |        |
| 2016 | tvN10アワード              | 女優部門シーンスティーラー賞 | キム・ミギョン                      | ノミネート |        |
| 2016 | tvN10アワード              | 女優部門シーンスティーラー賞 | イェ・ジウォン                      | ノミネート |        |
| 2016 | tvN10アワード              | ベストキス賞                 | キム・ジソク＆イェ・ジウォン        | 7位        |        |
| 2016 | tvN10アワード              | ベストキス賞                 | エリック＆ソ・ヒョンジン            | 2位        |        |
| 2017 | 第11回ケーブルテレビ放送賞 | シーンスティラー賞           | イェ・ジウォン                      | 受賞       |        |
| 2017 | 第11回ケーブルテレビ放送賞 | 人気賞                       | キム・ジソク                        | 受賞       |        |
| 2017 | 第11回ケーブルテレビ放送賞 | ベストカップル賞             | キム・ジソクとイェ・ジウォン        | 受賞       |        |
| 2017 | 第53回 百想芸術大賞        | 最優秀監督賞                 | ソン・ヒョンウク                    | ノミネート |        |
| 2017 | 第53回 百想芸術大賞        | 最優秀脚本賞                 | パク・ヘヨン                        | ノミネート |        |
| 2017 | 第53回 百想芸術大賞        | 最優秀女優賞                 | ソ・ヒョンジン                      | 受賞       |        |

## 国際放送
- マレーシア– 8TV
- タイ–チャンネル7
- ベトナム– VTV3（ローカルタイトル「VẫnlàOhHaeYoung」の下）
- インドネシア–ソニーワン
- 東南アジアやスリランカ- TVNアジア
- チリ- ETC（ローカルタイトルの下：「ラ・OTRAセニョリータああ」）